# CJ West
Chaddrian West Jr., detto CJ (Chicago, 12 giugno 2002), è un giocatore di football americano statunitense che milita nel ruolo di defensive tackle per i San Francisco 49ers della National Football League (NFL).

## Carriera universitaria
Dal 2020 al 2023 West giocò a football a Kent State. In quattro stagioni con la squadra disputò come titolare 35 gare su 39, facendo registrare 110 tackle e 8 sack.
Nel 2024 West si trasferì a Indiana. Nell'unica stagione con gli Hoosiers mise a segno 42 placcaggi e 2 sack.

## Carriera professionistica

### San Francisco 49ers
West fu scelto nel corso del quarto giro (113º assoluto) del Draft NFL 2025 dai San Francisco 49ers. Il 13 giugno firmò un contratto quadriennale.